# بلک (زرآباد)
بلک، روستایی در دهستان زرآباد غربی بخش کاروان شهرستان زرآباد در استان سیستان و بلوچستان ایران است.

## جمعیت
بر پایه سرشماری عمومی نفوس و مسکن در سال ۱۳۹۵، جمعیت این روستا برابر با ۴۱ نفر (۱۰ خانوار) بوده‌است.